# 三振博士
三振博士（さんしんはくし）とは、法科大学院を修了し、司法試験（制度開始から2011年までの新司法試験）の受験資格を取得後、受験回数の上限である3回の受験全てにおいて不合格になった法務博士（専門職）の学位を有する者を指す俗称である。なお、現在は平成26年3月4日の閣議決定により5年5回に緩和され、27年試験から4回目の受験が可能となっているため、三振博士という言葉は使われなくなっている。

## 概要
法科大学院は専門職大学院に分類され、修了すると法務博士（専門職）という学位と、司法試験の受験資格が与えられる。以前には、司法試験は法科大学院修了後5年以内に3回までという受験回数制限があったため、合格することなく受験資格を喪失（俗に三振と呼ばれる）する者も現れた。これがいわゆる三振博士、三振法務博士であった。なお、現在は5回に緩和されているが受験期間(法科大学院修了後又は予備試験合格後5年間)の制限は存続する。以下の表の受験資格喪失者数は、受験回数を問わず5年間で合格できなかった者である。
| 修了年度 | 受験資格喪失者数 | 累計  | 同年度の法科大学院修了者数 | 同年度までの修了者数累計 | 累計の喪失率 |
| -------- | ---------------- | ----- | -------------------------- | ------------------------ | ------------ |
| 平成17年 | 658              | 658   | 2176                       | 2176                     | 30.2%        |
| 平成18年 | 2230             | 2888  | 4418                       | 6594                     | 43.8%        |
| 平成19年 | 2638             | 5526  | 4911                       | 11504                    | 48.0%        |
| 平成20年 | 2639             | 8165  | 4994                       | 16498                    | 49.5%        |
| 平成21年 | 2531             | 10696 | 4792                       | 21290                    | 50.2%        |
| 平成22年 | 2335             | 13031 | 4535                       | 25825                    | 50.5%        |
| 平成23年 |                  |       | 3937                       | 29762                    |              |
| 平成24年 |                  |       | 3459                       | 33221                    |              |
| 平成25年 |                  |       | 3037                       | 36258                    |              |
| 平成26年 |                  |       | 2511                       | 38769                    |              |
| 平成27年 |                  |       | 2187                       | 40956                    |              |